# Don't You Remember
Pistes de 21
Turning Tables Set Fire to the Rain
Don't You Remember est la quatrième chanson de l'album 21, second album de la chanteuse britannique Adele. 
Cette chanson a été coécrite avec Dan Wilson et produite par Rick Rubin, elle est décrite comme une ballade au style folk.

## Pistes
- Téléchargement

1. Don't You Remember – 4:03

### Artistiques
- Chant : Adele
- Basse, guitare acoustique, percussion, chœur : Paul Epworth
- Piano : Neil Cowley
- Batterie : Leo Taylor
- Trompette : Noel Langley